# نعمان حسين (مخرج)
نعمان حسين، مخرج كويتي قام باخراج «واي فاي» الجزء الأول، و«طارق وهيونة».